# Olinda Creek
Der Olinda Creek ist ein Fluss im Süden des australischen Bundesstaates Victoria und ein wichtiger Nebenfluss des Yarra River.
Seine Quellen liegen in den Dandenongs, dann fließt er durch Lilydale (heute ein Vorort von Melbourne) und schließlich bei Coldstream in den Yarra River.

## Geschichte und Namensfindung
Als die europäischen Siedler in südliche Australien kamen, zogen sie das Tal des Olinda Creek (damals 'Running Creek' wegen seiner ganzjährigen Wasserführung) hinauf. Die offizielle Namensfindung begann, als John Hardy 1859/60 in die Siedlung Lilydale kam. Als er dieser Siedlung ihren Namen gab, benannte er auch den Running Creek nach der Tochter ‚’Alice Olinda’’ des stellvertretenden Surveyor-General Clement Hodgkinson in Olinda Creek um.

## Lillydale Lake
Zwischen 1988 und 1990 entstand eine Staumauer im Bach südlich von Lilydale, an der der Lillydale Lake aufgestaut wurde. Dieser See sorgt für Überflutungsschutz für die weiter unten am Bach gelegenen Siedlungen. Am See liegen wichtige Feuchtgebiete und er wird auch als Ausflugsziel genutzt.